# František Řezáč
František Řezáč (Praga, 1 de gener de 1943 - Praga, 4 de maig de 1979) va ser un ciclista txecoslovac, d'origen txec. Va competir en pista i en carretera. Va guanyar una medalla de bronze al Campionat del Món de persecució per equips de 1965 i una de plata al Campionat del Món de contrarellotge per equips de 1970. Va participar en els Jocs Olímpics de 1964 i els de 1968.